# Alfoz de Burgos
La comarca de Alfoz de Burgos está situada en el centro de la provincia de Burgos. Tiene una población de 203.243 habitantes a 1 de enero de 2024 según los datos del INE.

## Geografía

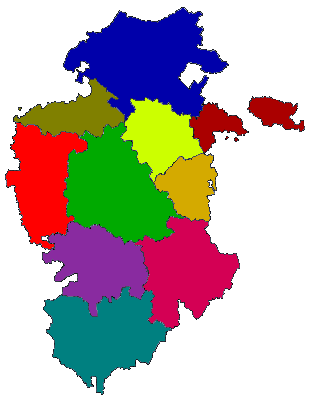
Mapa de las comarcas de Burgos.
Las Merindades
La Bureba
Ebro
Páramos
Odra y Pisuerga
Alfoz de Burgos
Montes de Oca
Arlanza
Sierra de la Demanda
Ribera del Duero

Linda al norte con Páramos; al sur con Arlanza; al este con La Bureba, Montes de Oca y Sierra de la Demanda y al oeste con Odra-Pisuerga. Pertenece en su integridad a la cuenca del Duero y está bañada por el Arlanzón, del que toma nombre.
Desde el punto de vista de ordenación del territorio el Alfoz de Burgos es un territorio más reducido en torno a la ciudad de Burgos, que en 2007 contaba con 190 259 habitantes, el 51,99 % del total provincial.
La comarca pertenece íntegramente a la cuenca del Duero y está cruzada de este a oeste por el río Arlanzón, con diversos afluentes a sus orillas, siendo los más notables por la izquierda, el río Cavia también conocico como de Arcos o de Los Ausines, y el río Cogollos; por la derecha el Vena, el Ubierna, el Úrbel y el Hormazuela. Aguas arriba de la ciudad el Arlanzón es un río serrano y truchero; pero desde aquí la contaminación se deja notar. El clima es severo en invierno y fresco en verano.

## Comunicaciones
Carreteras radiales a partir de la ciudad de Burgos, donde convergen las siguientes:
- N-I, de Madrid a Irún, Autovía del Norte y Autopista del Norte.
- N-120, Autovía Camino de Santiago, a León.
- N-623 y N-629, a Santander.
- N-234, a Soria y Sagunto.
- N-620, Autovía de Castilla a Valladolid.

Ferrocarril: Línea Madrid-Hendaya y Directo Madrid-Burgos.

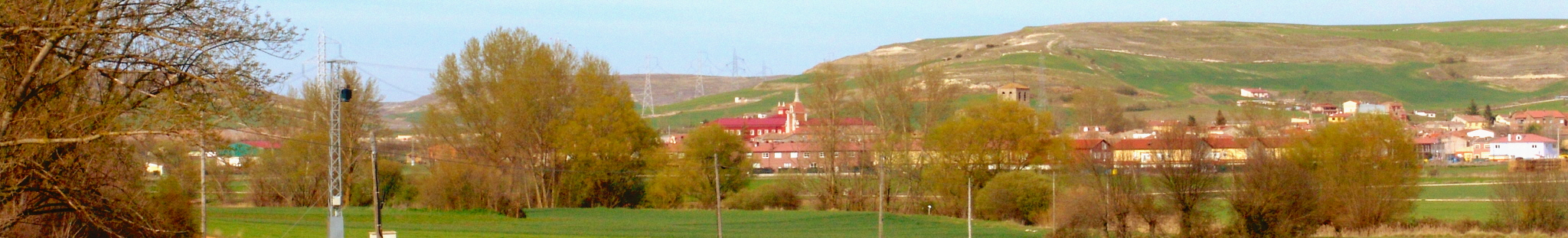
Vista de Tardajos desde Rabé de las Calzadas.

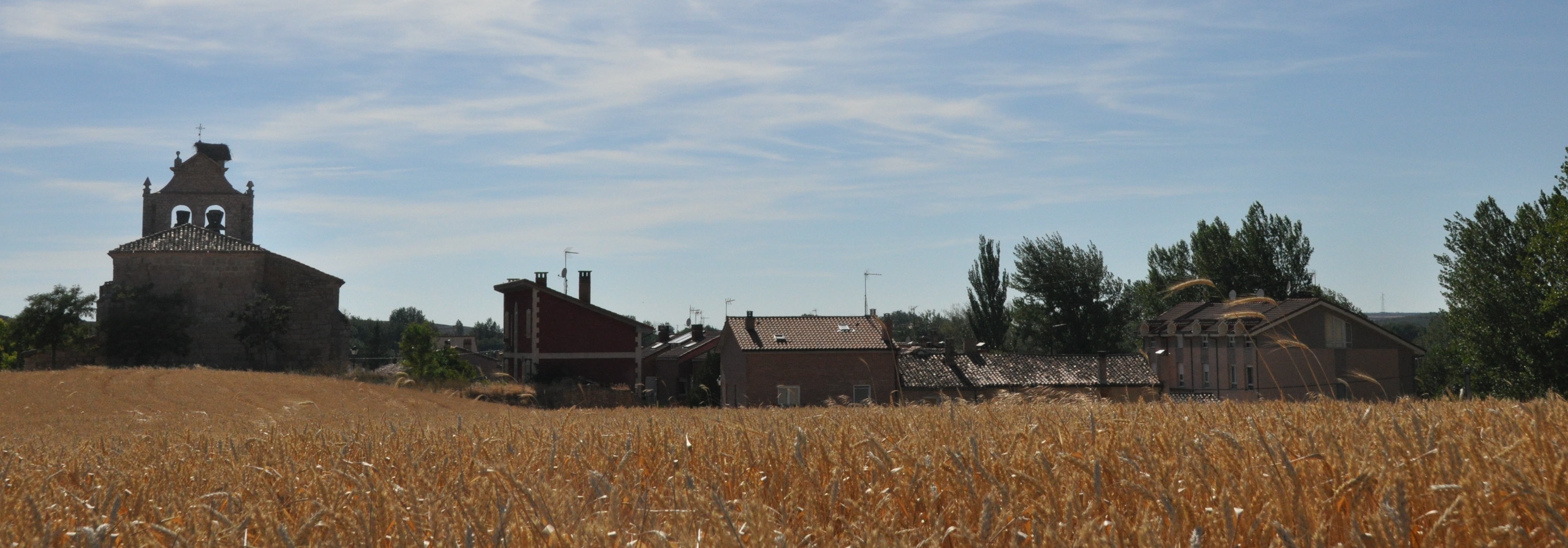
Vista de Saldaña de Burgos desde el camino de Modúbar de la Emparedada.

## Historia

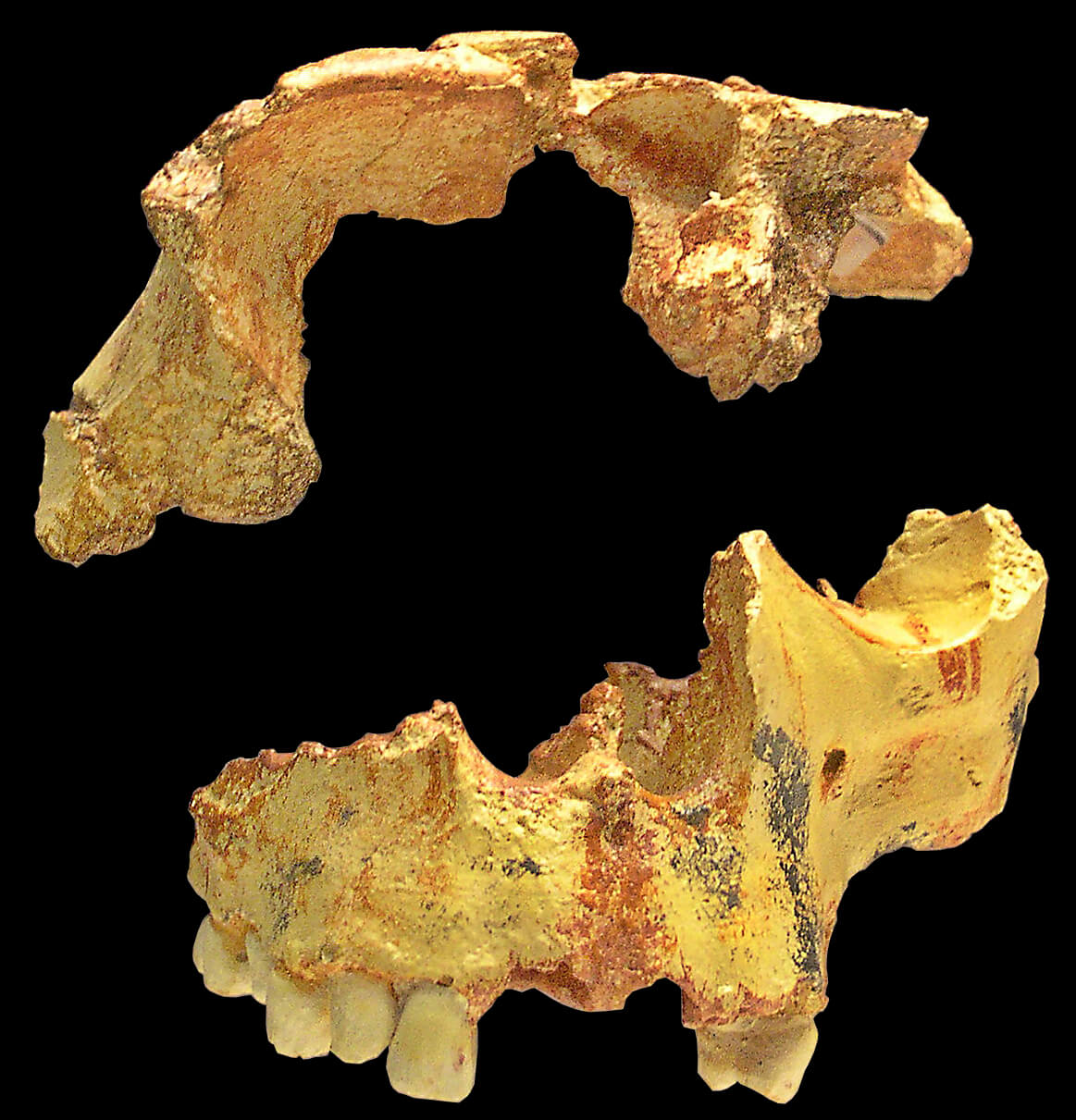
Rostro juvenil de Homo antecessor Gran Dolina.

En esta comarca dejó su huella el ser humano desde la prehistoria: su presencia se ha detectado en utensilios de piedra (Pedernales) y pinturas rupestres (Atapuerca). El hallazgo más importante es el de los restos humanos entre los cuales se han encontrado los correspondientes al antepasado más antiguo de Europa, el Homo antecessor, última especie común entre los neandertales, los Homo sapiens, y los del pre-neandertal Homo heidelbergensis.
En tiempos posteriores habitaron los turmódigos, un pueblo celtíbero, pacífico y laborioso, dedicado sobre todo al pastoreo. Los romanos atravesaron la comarca con la estratégica vía Aquitania y otras comunicaciones entre Burdeos, Tarragona y Astorga.
A finales del siglo X, el rey Alfonso III ordena al conde castellano Diego Rodríguez Porcelos que pueble y fortifique Burgos y Ubierna. Estas fortalezas protegieron a labradores y monjes que ocuparon la comarca; en 899 se funda la abadía de San Pedro de Cardeña la más importante de Castilla en fe, cultura y colonización, durantes estos dos siglos. Así entre los años 880 y 900 nacen muchos pueblos en la comarca.
El alfoz de Burgos formaba parte del Condado de Castilla formado un ámbito territorial propio, tal como queda documentado en el Libro Becerro de Cardeña en el año 921; la ciudad de Burgos figura como cabeza y el territorio es designado como su suburbio.
El Camino de Santiago cruza el alfoz de oriente a occidente, uniéndose en la ciudad de Burgos los dos grandes ramales: el que viene de La Bureba atravesando el puerto de La Brújula y el procedente de La Rioja por el puerto de La Pedraja.
Entre los años 1808 y 1813, con ocasión de la invasión francesa la comarca fue una de las zonas españolas más castigadas por esta guerra, debido a su situación estratégica en la línea de comunicación entre Madrid y París.
Alfoz y Jurisdicción de Burgos en el Partido de Burgos, uno de los catorce que formaban la Intendencia de Burgos, durante el período comprendido entre 1785 y 1833, en el Censo de Floridablanca de 1787, con 36 lugares que pertenecen a los municipios burgaleses de Alfoz de Quintanadueñas (5), Atapuerca, Burgos (4), Carcedo de Burgos (2), Cardeñadijo, Cardeñajimeno (2), Cardeñuela Riopico (2), Castrillo del Val, Fresno de Rodilla, Hurones, Modúbar de la Emparedada, Orbaneja Ríopico (2), Pedrosa de Río Úrbel, Las Quintanillas, Quintanilla Vivar (2), Revillarruz, Rubena, San Mamés (2), Sotragero, Valle de las Navas, Villalbilla de Burgos (2) y Villayerno Morquillas.
| - Arroyal, de abadengo. - Carcedo, de abadengo. - Cardeñadijo, de abadengo. - Cardeñajimeno, de abadengo. - Cardeñuela de Riopico, de abadengo. - Castrillo del Val, de realengo y de abadengo. - Celada de la Torre, de realengo. - Cótar, de realengo. - Fresno de Rodilla, de realengo. - Gamonal, de realengo. - Humienta, de realengo. - Hurones, de realengo. - Marmellar de Abajo, de realengo. - Marmellar de Arriba, de abadengo. - Modúbar de la Cuesta, de realengo. - Modúbar de la Emparedada, de realengo. - Olmos junto a Atapuerca, de realengo. - Orbaneja de Riopico, de abadengo. | - Páramo, de realengo. - Quintanadueñas, de realengo. - Quintanilla de las Carretas, de realengo. - Quintanilla Morocisla, de realengo. - Quintanilla de Riopico, de realengo. - Rubena, de realengo y de abadengo. - San Mamés, de abadengo. - San Medel, de abadengo. - Sotragero, de realengo. - Villacienzo, de abadengo. - Villafría, de abadengo. - Villalbal, de realengo. - Villalbilla junto a Burgos, de realengo. - Villalonquéjar, de realengo. - Villarmentero, de realengo. - Villarmero, de abadengo. - Villayerno y Morquillas, de realengo. - Vivar del Cid, de realengo. |  |

En el año 2006 contaba con  175 657 habitantes, correspondiendo todos a la actual provincia de Burgos, conforme al siguiente detalle: Alfoz de Quintanadueñas 1515, Atapuerca 50, Burgos 168 558, Carcedo de Burgos 253, Cardeñadijo 785, Cardeñajimeno 696, Cardeñuela Riopico 108, Castrillo del Val 609, Fresno de Rodilla 44, Hurones 70, Modúbar de la Emparedada 277, Orbaneja Ríopico 136, Pedrosa de Río Úrbel 38, Las Quintanillas 43, Quintanilla Vivar 660, Revillarruz 123, Rubena 194, San Mamés 295, Sotragero 230, Valle de las Navas 41, Villalbilla de Burgos 747 y Villayerno Morquillas con 185.
La localidad más poblada era Burgos con 167 608 habitantes, cifra estimada, seguida por Quintanadueñas con 1146.

## Municipios, entidades locales menores y localidades
Algunas localidades del Alfoz forman parte del área metropolitana de Burgos.

#### Municipios (58)
| - Albillos - Alfoz de Quintanadueñas (4) - Arcos de la Llana (1) - Arlanzón (4) - Atapuerca - Barrios de Colina - Buniel - Burgos (1) - Campolara - Cavia - Carcedo de Burgos (1) - Cardeñadijo - Cardeñajimeno (2) - Cardeñuela Riopico - Castrillo del Val | - Cayuela (1) - Celada del Camino - Cogollos - Cubillo del Campo - Estépar (10) - Frandovínez - Fresno de Rodilla - Hontoria de la Cantera - Hornillos del Camino - Huérmeces (3) - Hurones - Ibeas de Juarros (8) - Isar (3) - Las Quintanillas - Los Ausines | - Merindad de Río Ubierna (15) - Modúbar de la Emparedada - Orbaneja Riopico (1) - Palazuelos de la Sierra - Pedrosa de Río Urbel - Pineda de la Sierra - Quintanaortuño - Quintanapalla - Quintanilla-Riopico - Quintanilla Vivar (1) - Rabé de las Calzadas - Revilla del Campo (1) - Revillarruz (2) - Rubena - Saldaña de Burgos | - San Adrián de Juarros - San Mamés de Burgos (1) - Sarracín - Sotragero - Tardajos - Valle de las Navas - Valle de Santibáñez (9) - Villagonzalo Pedernales - Villalbilla de Burgos (1) - Villamiel de la Sierra - Villanueva de Argaño - Villariezo - Villayerno Morquillas |  |

### Entidades Locales Menores (75)
| - Agés (Arlanzón) - Arenillas de Muñó (Estépar) - Arroyal (Quintanadueñas) - Arroyo de Muñó (Estépar) - Avellanosa del Páramo (Santibáñez) - Barrios de Colina - Cañizar de Argaño (Isar) - Cardeñajimeno - Castañares (Burgos) - Castrillo de Rucios (Ubierna) - Celada de la Torre (Navas) - Celadas, Las(Santibáñez) - Celadilla-Sotobrín (Ubierna) - Cernégula (Ubierna) - Cubillo del César (Ausines) - Cueva de Juarros (Ibeas) - Cuzcurrita de Juarros (Ibeas) - Espinosa de Juarros (Ibeas) - Galarde (Arlanzón) - Gredilla la Polera (Ubierna) - Hiniestra (Barrios) - Hontomín (Ubierna) - Hormaza (Estépar) | - Humienta (Revillarruz) - Lermilla (Ubierna) - Mansilla de Burgos (Santibáñez) - Marmellar de Arriba (Quintanadueñas) - Masa (Ubierna) - Mazuelo de Muñó (Estépar) - Medinilla de la Dehesa (Estépar) - Miñón de Santibáñez (Santibáñez) - Modúbar de la Cuesta (Carcedo) - Modúbar de San Cibrián (Ibeas) - Molina de Ubierna, La (Ubierna) - Mozoncillo de Juarros (Ibeas) - Nuez de Abajo, La (Santibáñez) - Olmos de Atapuerca (Atapuerca) - Olmosalbos (Revillarruz) - Palacios de Benaver (Isar) | - Páramo del Arroyo (Quintanadueñas) - Pedrosa de Muñó (Estépar) - Peñahorada (Ubierna) - Quintanalara (Revilla) - Quintanarrío (Ubierna) - Quintanarruz (Ubierna) - Quintanilla de las Carretas (San Mamés) - Quintanilla Pedro Abarca (Huérmecees) - Quintanilla-Riopico (Orbaneja) - Quintanilla Sobresierra (Ubierna) - Quintanilla - Somuñó (Estépar) - Rebolledas, Las (Santibáñez) - Ros (Santibáñez) - Ruyales del Páramo (Huérmeces) - Salgüero de Juarros (Ibeas) - San Juan de Ortega (Barrios) - San Medel (Cardeñajimeno) - San Millán de Juarros (Ibeas) - San Pantaleón del Páramo (Huérmeces) | - San Pedro Samuel (Pedrosa) - Santa Cruz de Juarros (Ibeas) - Santovenia de Oca (Arlanzón) - Sotopalacios (Ubierna) - Temiño (Navas) - Tobes y Rahedo (Navas) - Tremellos, Los (Santibáñez) - Ubierna - Villacienzo (Villalbilla) - Villagutiérrez (Estépar) - Villalbilla Sobresierra (Ubierna) - Villamiel de Muñó (Cayuela) - Villanueva Matamala (Arcos) - Villanueva Río Ubierna (Ubierna) - Villarmero (Quintanadueñas) - Villaverde Peñahorada (Ubierna) - Villavieja de Muñó (Estépar) - Villorejo (Isar) - Vilviestre de Muñó (Estépar) - Vivar del Cid (Quintanilla) - Zumel (Santibáñez) |  |

### Localidades (39)
| - Brieva de Juarros (B) (San Adrián) - La Cabañuela (G) (Ubierna) - Cabañas (B) (Ibeas) - Cobos Junto a la Molina (B) (Ubierna) - Cortes (B) (Burgos) - Cótar (B) (Burgos) - El Priorato (U) (Castrillo) - Las Mijaradas (G) (Hurones) - Lodoso (Pedrosa) | - Marmellar de Abajo (Pedrosa) - Mata (Ubierna) - Matalindo (Ibeas) - Melgosa (Navas) - Mijaradas, Las (G) (Hurones) - Quintanajuar (B) (Ubierna) - Quintanilla (B) (Ausines) - Quintanadueñas Capital municipio - Renuncio (Villalbilla) - Riocerezo (Navas) - Robredo-Temiño (Navas) | - Robredo-Sobresierra (B) (Ubierna) - San Martín de Ubierna (B) (Ubierna) - San Pedro Cardeña (M) (Castrillo) - San Quirce (G) (Ausines) - Santa María Tajadura (Quintanillas) - Santibáñez Zarzaguda - Sopeña (B) (Ausines) - Sotopalacios (Ubierna) | - Temiño (Navas) - Tobes y Rahedo (Navas) - Villarmentero (Quintanillas) - Villafría (B) (Burgos) - Villagonzalo-Arenas (B) (Burgos) - Villalbura (B) (Arlanzón) - Villalonquéjar (B) (Burgos) - Villalval (B) (Cardeñuela) - Villamórico (B) (Arlanzón) - Villatoro (Burgos) - Villímar (Burgos) |  |

### Elecciones locales 2007
Las candidaturas completas figuran en el Boletín Oficial de la Provincia de Burgos y la relación de alcaldes en la revista «El Consistorio» de la Federación Regional de Municipios y Provincias de Castilla y León, n.º 23.
Lista de municipios del Alfoz de Burgos:
| Nombre                   | Alcalde 2007                      | Partido                                                 | Población 2009 |
| ------------------------ | --------------------------------- | ------------------------------------------------------- | -------------- |
| Alfoz de Quintanadueñas  | Gerardo Bilbao León               | Independiente (Ind.Alfoz de Quintanadueñas)             | 1787           |
| Arcos de la Llana        | José María Sendino Pedrosa        | Popular (PP)                                            | 1071           |
| Arlanzón                 | Maria Elena González Díaz         | Socialista (PSOE)                                       | 438            |
| Atapuerca                | Fernando Gómez Aguado             | Popular (PP)                                            | 208            |
| Buniel                   | Francisco Puente Barrera          | Popular (PP)                                            | 427            |
| Burgos                   | Javier Lacalle Lacalle            | Popular (PP)                                            | 178 966        |
| Carcedo de Burgos        | Leonor Rubio Hortigüela           | Popular (PP)                                            | 329            |
| Cardeñadijo              | Maria Daniela Grijalvo Preciado   | Socialista (PSOE)                                       | 1081           |
| Cardeñajimeno            | José Antonio Hernando Rodríguez   | Independiente (Agrup.Electores Cardeñajimeno-San Medel) | 891            |
| Cardeñuela Riopico       | María Teresa Labrador Galindo     | Popular (PP)                                            | 128            |
| Castrillo del Val        | Jorge Mínguez Núñez               | Popular (PP)                                            | 721            |
| Cogollos                 | Oscar Mariano Marijuan Heras      | Independiente (Solución Independiente)                  | 488            |
| Hurones                  | Yolanda García Dolz               | Independiente (Hurones Avanza)                          | 79             |
| Ibeas de Juarros         | Juan Manuel Romo Herrería         | Popular (PP)                                            | 1366           |
| Merindad de Río Ubierna  | Raúl Martín Bellostas             | Popular (PP)                                            | 1406           |
| Modúbar de la Emparedada | Sebastián Sardiña Gallo           | Popular (PP)                                            | 472            |
| Orbaneja Riopico         | Pedro Díez Sagredo                | Socialista (PSOE)                                       | 220            |
| Quintanaortuño           | Miguel Ángel Villanueva del Campo | Socialista (PSOE)                                       | 233            |
| Quintanapalla            | Ignacio Martínez Martínez         | Popular (PP)                                            | 125            |
| Quintanilla Vivar        | Jesús Manuel Navas Sanz           | Castellanista (Tierra Comunera)                         | 741            |
| Revillarruz              | Raquel de la Fuente Muñoz         | Popular (PP)                                            | 443            |
| Rubena                   | Ismael Ruiz Martínez              | Popular (PP)                                            | 200            |
| Saldaña de Burgos        | Pura Arranz Cabestrero            | Popular (PP)                                            | 185            |
| San Mamés de Burgos      | Adrián Frías Santamaría           | Socialista (PSOE)                                       | 291            |
| Sarracín                 | Fortunato Ortega de la Fuente     | Popular (PP)                                            | 298            |
| Sotragero                | Gregorio Bernal Sedano            | Socialista (PSOE)                                       | 254            |
| Tardajos                 | Santiago de la Torre Saldaña      | Popular (PP)                                            | 843            |
| Valdorros                | Ángel Barrio Arribas              | Popular (PP)                                            | 280            |
| Villagonzalo Pedernales  | Juan Carlos de la Fuente Ruiz     | Socialista (PSOE)                                       | 1529           |
| Villalbilla de Burgos    | Luis Manuel Venero Martínez       | Independiente (Agrupación Local Independiente)          | 946            |
| Villariezo               | Juan José Hortiguela Valdivielso  | Popular (PP)                                            | 512            |
| Villayerno Morquillas    | José Morquillas Mata              | Popular (PP)                                            | 215            |
|                          | Total                             | censo 2009                                              | 195 386        |

## Problemática urbanística
La creciente movilidad, tanto de personas como de actividades, ha generado un proceso de dispersión, que unido a la competencia por la consolidación de las infraestructuras existentes, consecuencia de la falta de eficiencia del sistema urbano para distribuir espontáneamente los usos sobre el territorio y la atomización y dispersión de urbanizaciones, constituyen un pesado lastre para el medio ambiente y para el desarrollo económico y social de la capital y su entorno.

## Directrices de Ordenación de Ámbito Subregional del Alfoz de Burgos
El ámbito de las Directrices del Alfoz de Burgos comprende los términos municipales de Alfoz de Quintanadueñas, Arcos de la Llana,
Atapuerca, Buniel, Burgos, Carcedo de Burgos, Cardeñadijo, Cardeñajimeno, Cardeñuela-Riopico, Castrillo del Val, Cogollos, Hurones, Modúbar de la Emparedada, Orbaneja-Riopico, Quintanaortuño, Quintanapalla, Quintanilla-Vivar, Revillarruz, Rubena, Saldaña de Burgos, San Mamés de Burgos, Sarracín, Sotragero, Tardajos, Valdorros, Villagonzalo-Pedernales, Villalbilla de Burgos, Villariezo y Villayerno-Morquillas, más parte de los términos municipales de Arlanzón (Zalduendo), Ibeas de Juarros (Ibeas de Juarros y San Millán de Juarros) y Merindad de Río Ubierna (Sotopalacios).

## Transporte Metropolitano
En el verano de 2008 comenzó el funcionamiento del Transporte Metropolitano del Alfoz de Burgos. Depende de la Junta de Castilla y León, con la participación de los municipios beneficiarios. Su gestión se basa en concesiones a empresas de líneas regulares. Todas las líneas tienen su origen en la estación de autobuses de Burgos.
Las líneas del transporte metropolitano son las siguientes:
M-1. Burgos - Villariezo - Arcos de la Llana - Villagonzalo Pedernales - Burgos.
M-2. Burgos - Villamiel de Muñó - Albillos - Cayuela - Cavia - Buniel - Quintanilla de las Carretas - San Mamés de Burgos - Villacienzo - Renuncio - Villagonzalo Pedernales - Burgos.
M-3. Burgos - Villalbilla de Burgos
M-4. Burgos - Quintanadueñas - Arroyal - Sotragero - Villarmero.
M-5. Burgos - Quintanilla Vivar - Vivar del Cid - Sotopalacios - Quintanaortuño - Ubierna.
M-6. Burgos - Villayerno Morquillas - Hurones - Riocerezo.
M-7. Burgos - San Medel - Urbanización Los Tomillares (Castrillo del Val) - Ibeas de Juarros.
M-8 (Itinerario 1). Burgos - Cardeñajimeno - Castrillo del Val.
M-8 (Itinerario 2). Burgos - Cardeñadijo - Carcedo de Burgos.
M-9. Burgos - Sarracín - Ventas de Saldaña - Saldaña de Burgos - Cojóbar - Modúbar de la Emparedada - Humienta - Olmosalbos - Sarracín- Burgos.
Algunas de estas líneas ya existían con anterioridad a la creación del sistema. Con la ordenación en el Transporte Metropolitano, se las dota de una imagen corporativa (si bien no afecta a los vehículos que se utilizan), así como un sistema tarifario, que incluye bonos de viaje.

## Abastecimiento de agua
El Comisario de Aguas ha reiterado su requerimiento al Ayuntamiento de Burgos para la constitución de una Comunidad de Usuarios con todos los Ayuntamientos que se abastecen de agua potable a través de la red de abastecimiento a la ciudad de Burgos, del río Arlanzón, desde el embalse de Uzquiza.

## Evolución demográfica
La capital deja de ganar población y el alfoz pasa a absorber su crecimiento de modo que mientras Burgos se mantiene, Arcos de la Llana o Cardeñadijo, en un año incrementan su población en más de un 20 %. (Véase Anexo: Evolución demográfica del Alfoz de Burgos).

## Medio ambiente
Las Áreas de Singular Valor Ecológico (ASVE) definidas por la propuesta de las Directrices de Ordenación de Ámbito Subregional del Área urbana de Burgos (DOABu), son las siguientes:
| N.º | Nombre                                              | Unidad de paisaje                                  | Superficie (ha) |
| --- | --------------------------------------------------- | -------------------------------------------------- | --------------- |
| 1   | Dehesa de Cardeñajimeno                             | Campiñas del valle del Arlanzón:                   | 199,16          |
| 2   | Valdelobón                                          | Campiñas del valle del Arlanzón:                   | 35,70           |
| 3   | Cerro del Montecillo                                | Campiñas del valle del Arlanzón:                   | 54,45           |
| 4   | Monasterio de San Pedro de Cardeña                  | Campiñas del valle del Arlanzón:                   | 93,53           |
| 6   | Montes de Castrillo del Val y de Carcedo            | Campiñas del valle del Arlanzón:                   | 2025,39         |
| 7   | Monte de Cardeñadijo                                | Campiñas del valle del Arlanzón:                   | 59,71           |
| 8   | Pinar de los Llanos                                 | Campiñas del valle del Arlanzón:                   | 123,30          |
| 9   | Pinar de la Nevera                                  | Campiñas del valle del Arlanzón:                   | 61,29           |
| 10  | Montes de Humienta y Cogollos                       | Campiñas del valle del Arlanzón:                   | 1175,04         |
| 11  | Montes de Valdorros                                 | Campiñas del valle del Arlanzón:                   | 65,39           |
| 12  | Encinares de La Cerradilla                          | Campiñas del valle del Arlanzón:                   | 115,00          |
| 13  | Encinares del Alto de la Burra y Monte de la Dehesa | Campiñas del valle del Arlanzón:                   | 189,93          |
| 14  | Encinares de Salcejuelo                             | Campiñas del valle del Arlanzón:                   | 81,23           |
| 15  | Melojares de Agualtel                               | Campiñas del valle del Arlanzón:                   | 254,11          |
| 16  | Encinares de El Cañal                               | Campiñas del valle del Arlanzón:                   | 97,62           |
| 17  | Robledales de La Isilla                             | Campiñas del valle del Arlanzón:                   | 51,99           |
| 18  | Montes de Marmellar                                 | Páramos calcáreos del norte de Burgos:             | 287,63          |
| 19  | Pinares de Blancar                                  | Páramos calcáreos del norte de Burgos:             | 17,49           |
| 20  | Dehesa de Quintanapalla                             | Páramos calcáreos del norte de Burgos:             | 164,14          |
| 21  | Las Mijaradas                                       | Páramos calcáreos del norte de Burgos:             | 21,27           |
| 22  | Ribera de Hurones                                   | Páramos calcáreos del norte de Burgos:             | 96,15           |
| 23  | Convento de San Esteban                             | Páramos calcáreos del norte de Burgos:             | 141,84          |
| 24  | Cuestas de Fuentebuena y El Soto                    | Páramos calcáreos del norte de Burgos:             | 258,51          |
| 25  | Monasterio de Fresdelval                            | Páramos calcáreos del norte de Burgos:             | 78,51           |
| 26  | Cerro de la Cuesta del Rey                          | Páramos calcáreos del norte de Burgos:             | 28,78           |
| 27  | Cuesta de Burgos                                    | Páramos calcáreos del norte de Burgos:             | 233,62          |
| 28  | Cuestas de Quintanadueñas                           | Páramos calcáreos del norte de Burgos:             | 445,28          |
| 29  | Sierra de Atapuerca                                 | Sierra de Atapuerca:                               | 1826,89         |
| 30  | Montes de Riopico                                   | Sierra de Atapuerca:                               | 675,54          |
| 31  | Dehesilla de Ibeas de Juarros                       | Sierra de Atapuerca:                               | 38,77           |
| 32  | Melojares de El Hoyo                                | Sierra de Atapuerca:                               | 197,86          |
| 33  | Dehesas de Ibeas y Zalduendo                        | Sierra de Atapuerca:                               | 401,88          |
| 34  | Pinares del Cerron de San Miguel                    | ciudad de Burgos:                                  | 197,86          |
| 35  | Bosque de Villafría                                 | ciudad de Burgos:                                  | 40,59           |
| 36  | Pinares del cerro del Grajo                         | ciudad de Burgos:                                  | 37,66           |
| 37  | Pinares de El Grano de Oro                          | ciudad de Burgos:                                  | 60,84           |
| 38  | Riberas del río Cueva Seco                          | Estribaciones de la sierra de la Demanda:          | 165,77          |
| 37  | Cartuja de Miraflores y parque de Fuentes Blancas   | Vegas de los ríos Arlanzón, Vena, Ubierna y Úrbel: | 209,08          |
| 38  | Riberas del Alfoz de Burgos                         | Vegas de los ríos Arlanzón, Vena, Ubierna y Úrbel: | 1185,44         |